# Ibne Azaiate
Ibne Azaiate (Ibn az-Zayyat ou ibne al-Zayyat) foi um oficial árabe do século X que atuou como governador de Tarso pelo emir hamadânida Ceife Adaulá (r. 945–967). Aparece pela primeira vez em 956/957, quando visitou Ceife Adaulá em Adana. Em 961, quebrou sua aliança com Ceife e reconheceu a autoridade do califa abássida Almuti (r. 946–974) Em 962, enfrentou uma invasão à Cilícia pelo general bizantino Nicéforo Focas e foi derrotado, o que levou-o a suicidar-se.

## Vida

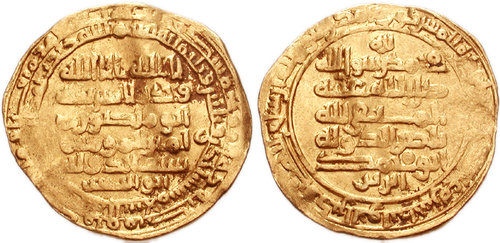
Dinar de ouro de Ceife Adaulá r.

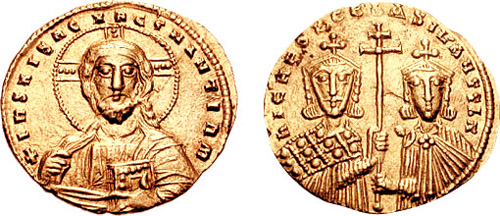
Histameno de r. e r.

Ibne Azaiate foi nomeado ao posto de governador de Tarso antes de 956/957, quando é mencionado pela primeira vez como indo encontrar Ceife Adaulá em Adana, onde recebeu um roupão de honra. No final de 961, com apoio da população de Tarso, renunciou sua aliança com o governante hamadânida, reconhecendo o califa abássida Almuti (r. 946–974). No final de 962, contudo, confrontou uma invasão da Cilícia pelo comandante-em-chefe bizantino Nicéforo Focas, que tomou a fortaleza de Anazarbo e pilhou o campo ciliciano. Ibne Azaiate com um exército de 4 000 tarsenses tentou opôr-se ao general bizantino, mas foi derrotado com pesadas baixas, incluindo seu irmão.
Após esta derrota, o povo de Tarso novamente virou-se para a proteção de Ceife Adaulá, após o que ibne Azaiate se matou ao lançar-se de sua janela no rio Berdan (fevereiro de 962), embora ao menos uma fonte (o historiador do século XIII Iacute de Hama) relata que ele estava presente na rendição final de Tarso para Nicéforo Focas (agora imperador) em 965. Ceife Adaulá nomeou Raxique de Nacim como seu sucessor.